# Рангец, Иосиф
Иосиф Рангец (рум. Iosif Rangheţ, венгерское имя — Йожеф Рангец (венг. Rangecz József), 1904—1952) — румынский политический деятель венгерского происхождения, член Политбюро Коммунистической партии Румынии.

## Биография
Присоединился к КПР в 1930 году, когда та находилась в подполье. В 1933 году избран секретарём регионального отделения партии в городе Клуж. В 1945 году избран в ЦК КПР и одновременно назначен в комитет по кадровой работе (1945—1948). В 1948 году избран в Политбюро ЦК КПР.
Принимал активное участие в политических репрессиях начала 1950-х гг., в том числе в подготовке показательного процесса против Л. Пэтрэшкану.